# Rasa de Torrenegra
La Rasa de Torrenegra és un torrent afluent per l'esquerra de la Rasa de Torrent que realitza tot el seu recorregut pel terme municipal de Pinell de Solsonès.
Neix al vessant sud-occidental del Serrat de les Set Creus. Inicialment pren la direcció cap al sud-oest i seguidament, tot traçant un ampli arc, acaba agafant la direcció cap al nord-oest fins a desguassar al seu col·lector a menys de 500 metres a ponent de la masia de Torrenegra.

## Xarxa hidrogràfica
La xarxa hidrogràfica, que també transcorre íntegrament pel terme municipal de Pinell de Solsonès, està constituïda per dos cursos fluvials la longitud total dels quals suma 1.518 m.